# IC 2397
IC 2397 је двојна звијезда у сазвјежђу Рак која се налази на листи објеката дубоког неба у Индекс каталогу.
Деклинација објекта је + 17° 39' 35" а ректасцензија 8h 46m 41,7s.